# グルファクシ

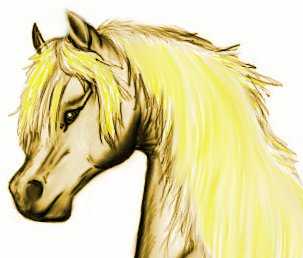
グルファクシ（参考画像）

グルファクシ(Gullfaxi)は、北欧神話に登場する馬である。その名前は「金のたてがみ」を意味する。
『スノッリのエッダ』第二部『詩語法』において、グルファクシは巨人フルングニルの所有する馬として登場する。
主神オーディンがその駿馬スレイプニルを駆って巨人の国ヨトゥンヘイムにフルングニルを訪ねた。
フルングニルがスレイプニルを褒めると、オーディンは、「これほどの名馬は巨人の国にはいないだろう」と応じた。
フルングニルは、「自分がもっと歩幅の広いグルファクシという馬を持っている」と言い、グルファクシに跨ると、スレイプニルで駆けていくオーディンを追いかけるうち、つい、アースガルズの門をくぐってしまった。（詳細はフルングニルの項目を参照）
その後フルングニルは神トールとの決闘に敗れ、斃されてしまった。大地に倒れたフルングニルの巨大な脚の下敷きになったトールを救出したのは、生まれて3晩しかたたないトールの息子マグニであった。トールはこれを喜び、グルファクシをマグニに与えることにした。マグニは女巨人ヤールンサクサとの間の子であったため、オーディンは「父の自分ではなく巨人の息子に馬を与えるのは良くない」とトールに言った。
また、近代のアイスランド民話『名馬グトルファフシと名剣グンフィエズル』に登場する「グトルファフシ (Gullfaxi)」も同名の馬である（ただしその現代発音式のカナ表記）。また似たような名の馬が、いくつもの類話にみられる。